# Acacia parviceps
Acacia parviceps là một loài thực vật có hoa trong họ Đậu. Loài này được (Speg.) Burkart miêu tả khoa học đầu tiên.